# 알프레드 런트

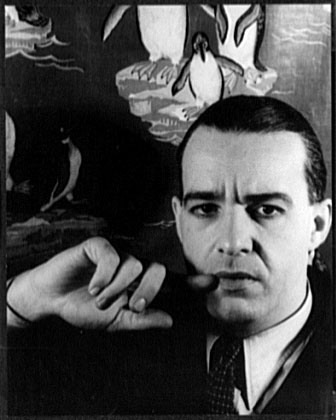

알프레드 런트(Alfred Lunt, 1892년 8월 12일 ~ 1977년 8월 3일)는 미국의 연극 배우, 영화배우, 텔레비전 배우, 성우, 무대 연출가이다.
밀워키에서 태어났으며 시카고에서 사망하였다. 사인은 암이다.

## 영화
- 스테이지 도어 캔틴 (1943년)
- 근위병 (1931년)